# Teariki Ben-Nicholas
Pour les articles homonymes, voir Nicholas.
Pas d'image ? Cliquez ici

a Compétitions nationales et continentales officielles uniquement.

b Matchs officiels uniquement.
Dernière mise à jour le 26 avril 2024.
Teariki Ben-Nicholas, né le 18 juillet 1995 à Auckland (Nouvelle-Zélande), est un joueur de rugby à XV néo-zélandais. Il évolue au poste de troisième ligne centre.

## Biographie
Teariki Ben-Nicholas est né à Auckland de parents d'origine cookiennes. Son père, Tai Nicholas, a été secrétaire général de la Confédération du football d'Océanie jusqu'à son bannissement pour une  durée de huit ans en 2019, à la suite d'une affaire de corruption,.
Il est éduqué au King's College (en) d'Auckland. Il déménage ensuite à Wellington pour suivre des études de commerce et de droit à l'Université Victoria.
En 2016, il est inculpé pour avoir, deux ans auparavant, frappé un homme dans un bar lors d'une soirée alcoolisée. Il écope seulement d'une amende à la suite du jugement, après la prise en compte de ses excuses, et pour ne pas entraver sa carrière professionnelle,.

## Carrière

### En club
Teariki Ben-Nicholas suit sa formation rugbystique au King's College (en), et joue avec l'équipe de l'établissement dans le championnat scolaire local. Il joue avec l'équipe première du lycée entre 2011 et 2013. Il représente parallèlement l'équipe des moins de 18 ans des Blues en 2013.
Après le lycée, il déménage à Wellington pour ses études, et joue avec le club amateur de Old Boys University dans le championnat régional. Il joue également avec l'équipe des moins de 19 ans de la province de Wellington, avec qui il remporte le championnat provincial junior en 2014,. En 2016, il joue un match l'équipe des moins de 20 ans de la franchise des Hurricanes.
Au début de l'année 2016, il décide d'aller tenter sa chance avec la province de Tasman, et rejoint le club de Central Rugby Club dans le championnat amateur régional. Il est retenu dans l'effectif élargi de la province pour préparer la saison 2016 de National Provincial Championship (NPC). Il ne joue qu'un match de présaison avec son équipe, puis doit se contenter de jouer avec l'équipe Development (espoir),.
L'année suivante, il retourne à Wellington, et fait partie de l'effectif de la province pour le NPC 2017. Il s'impose rapidement comme un titulaire poste de troisième ligne centre avec cette équipe, et en est un cadre lors de ses quatre saisons passées avec la province. En novembre 2018, il est proche de s'engager avec le club français du RC Toulon, mais cela reste finalement sans suite. En 2019, il joue avec l'équipe Development des Hurricanes,.
En 2020, il recruté par la franchise des Highlanders pour disputer le Super Rugby. Il joue son premier match de Super Rugby le 7 février 2020 contre les Sharks. Il joue cinq matchs,  dont un comme titulaire, avant que la saison ne soit arrêtée à cause de la pandémie de Covid-19. Il dispute ensuite cinq matchs lors du Super Rugby Aotearoa à la reprise des compétitions.
En 2021, il ne fait que trois apparitions en sortie de banc, principalement à cause de la concurrence de Marino Mikaele-Tu'u et Kazuki Himeno à son poste,. Au cours de cette même saison, il est suspendu un match par son équipe avec cinq de ses coéquipiers, après une sortie tardive en plein confinement.
Après sa deuxième saison avec les Highlanders, il est recruté par le club français Castres olympique, évoluant en Top 14, pour un contrat de deux saisons,. Son arrivée fait suite au désistement de l'australien Rob Leota, et a pour but de compenser le départ d'Anthony Jelonch. Il joue son premier match le 4 septembre 2021 contre la Section paloise. Avec sa nouvelle équipe, il s'impose rapidement comme un élément majeur de la troisième ligne, grâce à sa mobilité et sa technique individuelle,. Au terme de sa première saison, il est finaliste du championnat après une défaite face à Montpellier. Beaucoup moins utilisé lors de sa deuxième saison avec le club tarnais (sept matchs joués), il n'est pas conservé à la fin de son contrat, et quitte Castres en juin 2023,.
Après plusieurs mois sans club, il s'engage en octobre 2023 avec le club japonais des Kurita Water Gush (en) en troisième division de League One.

### En équipe nationale
Teariki Ben-Nicholas est sélectionné pour évoluer avec l'équipe de Nouvelle-Zélande des moins de 20 ans en 2015, et participe au Championnat d'Océanie junior, où il dispute deux matchs,. Il n'est cependant pas sélectionné pour le mondial junior suivant, à cause son affaire judiciaire en cours.
En mai 2018, il est sélectionné avec la sélection universitaire néo-zélandaise pour disputer une tournée au Japon,.

## Palmarès

### En club
- Finaliste du Super Rugby Aotearoa en 2021 avec les Highlanders.
- Finaliste du Top 14 en 2022 avec le Castres olympique.

### En équipe nationale
- Vainqueur du Championnat d'Océanie junior en 2015 avec la Nouvelle-Zélande.